# Spice 1
Spice 1, pseudonimo di Robert L. Green (Corsicana, 2 luglio 1970), è un rapper statunitense.

## Carriera iniziale
Scoperto dal rapper Too $hort, nel 1991 firma per la Jive Records dove registra il suo primo EP Let It Be Known.
Nel 1992 l'album Spice 1 presenta molti brani gangsta con uno stile violento ricco di rabbia e pessimismo, che caratterizzano le particolarità del suo stile, che si ripresenteranno nel 1993 con l'album 187 He Wrote con cui ha collaborato con artisti gangsta affermati come MC Eiht e 2Pac, con cui duetta nel brano Can't Turn Back.
Nel 1994 Pubblica l'album AmeriKKKa's Nightmare, che si rivela un successo.
Duetta con artisti come E-40, Method Man e 2Pac, che fa un Cameo nel video di Strap on the Side.

## Dopo la Jive
Nel 2000, dopo aver lasciato la Jive Records, ha pubblicato per la Real Talk più di 10 brani e featuring con molti rapper tra cui un brano postumo di 2Pac.
Ha difeso Ice-T nella faida contro Soulja Boy.
Nel 2013 è previsto il suo album Home Street Home.

## La sparatoria
Spice 1 è stato colpito al petto la mattina del 3 dicembre 2007, mentre era seduto nella sua Cadillac Escalade fuori casa dei suoi genitori a Hayward. Dopo 6 giorni ha parlato della sparatoria dal suo letto d'ospedale.

## Album
- Let It Be Known (1991)
- Spice 1 (1992)
- 187 He Wrote (1993)
- AmeriKKKa's Nightmare (1994)
- 1990-Sick (1995)
- The Black Bossalini (1997)
- Immortalized (1999)
- The Last Dance (2000)
- Spiceberg Slim (2002)
- The Ridah (2004)
- Home Street Home (2013)